# 매솟군

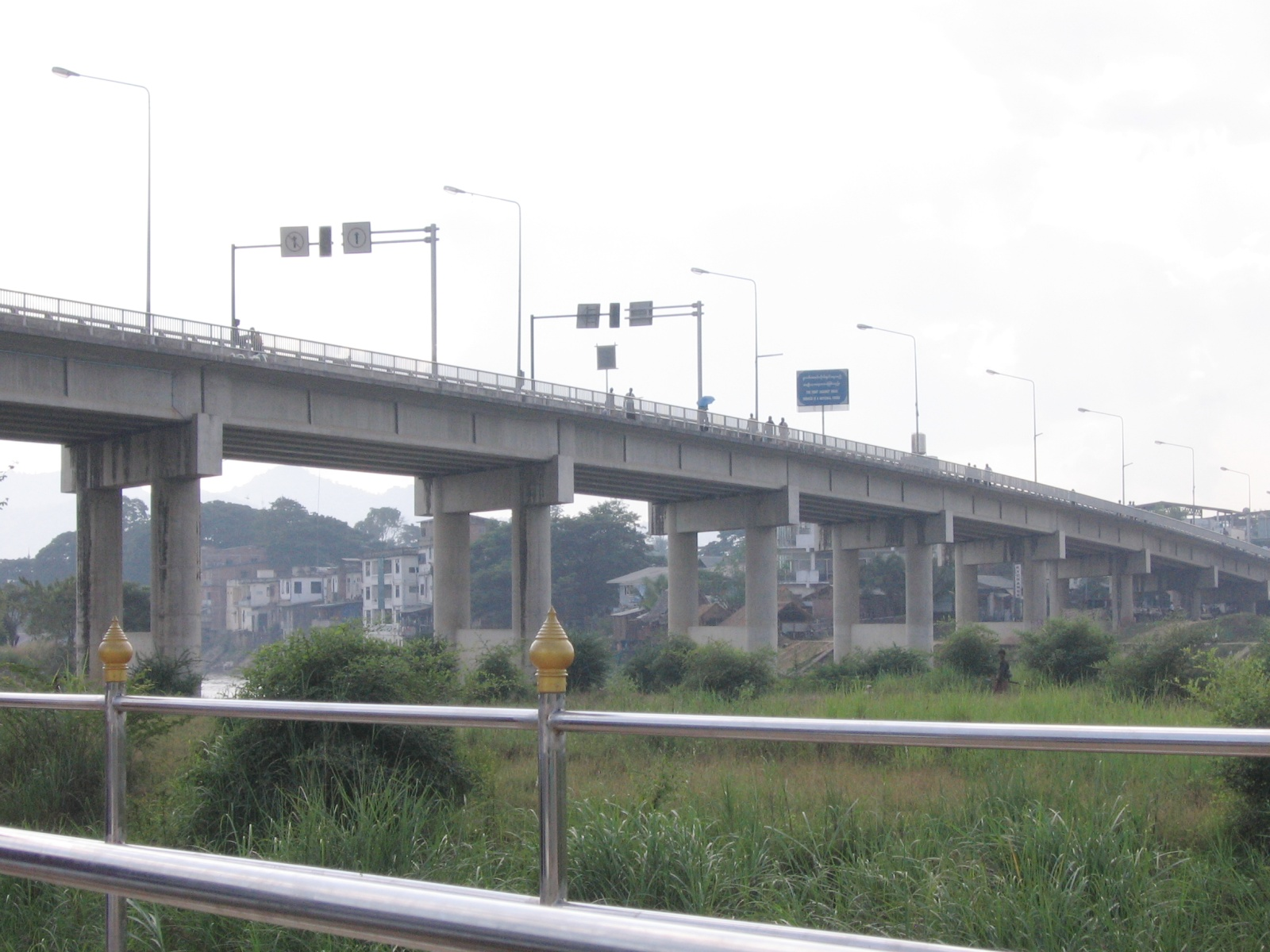
태국-미얀마 우정의 다리

매솟군(태국어: แม่สอด)은 태국 서부 딱주의 행정 구역으로 면적은 1,986.1km2이다. 이 지역의 총 인구 수는 2008년 기준으로 120,569명이고 인구 밀도는 60.71km2이다.
서쪽으로는 미얀마와 국경을 접하고 있어서 태국과 미얀마 간의 관문 역할을 한다. 또한 미얀마 출신 이민자·난민이 거주하는 곳이기도 하다. 태국과 미얀마를 오가는 아시안 하이웨이 1호선, 태국-미얀마 우정의 다리가 매솟군을 지나간다. 매솟군에서 흐르는 메이강은 태국 매솟과 미얀마 미야와디와의 경계선 역할을 한다. 보석과 티크나무 무역 뿐만 아니라 인신 매매, 마약으로 악명높은 곳이기도 하다.

## 행정 구역
| 번호 | 지명                | 태국어 지명 |  |
| ---- | ------------------- | ----------- |  |
| 1.   | Mae Sot             | แม่สอด       |  |
| 2.   | Mae Ku              | แม่กุ         |  |
| 3.   | Phawo               | พะวอ        |  |
| 4.   | Mae Tao             | แม่ตาว       |  |
| 5.   | Mae Kasa            | แม่กาษา      |  |
| 6.   | Tha Sai Luat        | ท่าสายลวด    |  |
| 7.   | Mae Pa              | แม่ปะ        |  |
| 8.   | Mahawan             | มหาวัน       |  |
| 9.   | Dan Mae La Mao      | ด่านแม่ละเมา  |  |
| 10.  | Phra That Pha Daeng | พระธาตุผาแดง |  |